# Азьявону, Яо
Яо Азьявону (фр. Yao Aziawonou; род. 30 ноября 1979) — тоголезский футболист, выступавший на позиции полузащитника за сборную Того и преимущественно швейцарские клубы.

## Клубная карьера
Яо Азьявону начинал карьеру футболиста в тоголезском клубе «Этуаль Филант» из своего родного города. Летом 1997 года он стал игроком французского «Нанта», за основную команду которого он так и не сыграл. Спустя год Азьявону перешёл в швейцарский «Сьон». 19 сентября 1998 года тоголезец дебютировал в швейцарской Национальной лиге А, выйдя на замену в домашнем матче против «Серветта». Сезон 1999/00 он провёл за команду низшей швейцарской лиги «Ванген-бай-Ольтен». Летом 2000 года Азьявону стал футболистом швейцарского «Базеля», а с начала 2002 года представлял швейцарский «Тун». 17 марта 2002 года тоголезец забил свой первый гол в рамках швейцарской Национальной лиги А, открыв счёт в домашнем поединке с «Лозанной». Впоследствии Азьявону выступал за швейцарские клубы «Серветт», «Янг Бойз», «Люцерн», «Винтертур» и «Гренхен».

## Карьера в сборной
Яо Азьявону выступал за сборную Того на Кубке африканских наций 2000 в Гане, где сыграл в двух матчах: с Кот-д’Ивуаром и Камеруном. 29 марта 2003 года полузащитник забил свой первый и единственный гол за национальную команду, открыв счёт в гостевой игре с Кабо-Верде, проходившей в рамках отборочного турнира Кубка африканских наций 2004. На Кубке африканских наций 2006 в Египте он сыграл во всёх трёх матчах своей команды на турнире: с ДР Конго, Камеруном и Анголой.
Яо Азьявону был включён в состав сборной Того на чемпионат мира по футболу 2006 года в Германии. На турнире он провёл два матча, выйдя на замену во втором тайме игры с Южной Кореей и в основном составе в поединке с Францией.

## Достижения
«Базель»
- Чемпион Швейцарии (1): 2001/02